# Baile Mhic Íre
Baile Mhic Íre [ˌbˠalʲə vʲɪc ˈiːɾʲə] (anglisiert: Ballymakeery oder: Ballymakeera) ist ein Dorf im Tal des Flusses An Sulán (anglisiert: Sullane River) im Westen der Grafschaft Cork, Irland. Es liegt in der Gaeltacht von Múscraí Thiar (anglisiert: West Muskerry). Die Umgangssprache ist wie im benachbarten Baile Bhuirne der Munster-Dialekt des Irischen. Offiziellen Status hat deshalb nur der irische Name Baile Mhic Íre. Die Einwohnerzahl von Baile Mhic Íre wurde beim Census 2022 mit 366 Personen ermittelt.
In der Nähe befinden sich drei Oghamsteine.

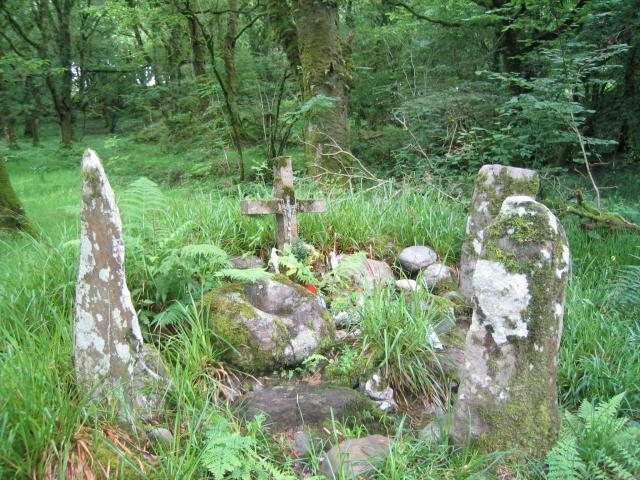
Oghamsteine von Baile Mhic Íre